# 200 (South Park)
200 is de vijfde aflevering van het veertiende seizoen van de geanimeerde televisieserie South Park, en de 200e aflevering van de hele serie. Deze werd voor het eerst uitgezonden in de Verenigde Staten op 14 april 2010 op Comedy Central.

## Plot
Tijdens een schooluitstap naar een snoepfabriek ziet Butters er acteur Tom Cruise werken als verpakker. Stan, die in een eerdere aflevering al zei dat Cruise niet zo goed is als Leonardo DiCaprio, scheldt hem per ongeluk weer uit. Cruise is woedend en rekruteert 200 andere beroemdheden die in het verleden al belachelijk werden gemaakt door de inwoners van South Park, om zich op hen te wreken.
Stan keert samen met zijn vader Randy terug naar de fabriek om zich te verontschuldigen en Cruise ervan te overtuigen zijn plan stop te zetten. Uiteindelijk gaat Cruise akkoord, maar enkel als Stan en Randy hem helpen om de profeet Mohammed te ontmoeten. Dit brengt een grote opstand teweeg, want het afbeelden van de profeet is verboden, en de dorpelingen vrezen dat door Mohammed te verplichten zich in het openbaar te vertonen, moslimterroristen het dorp zullen bombarderen. Stan en Kyle gaan naar de Super Best Friends, een team van religieuze superhelden, waar ook Mohammed lid van is en vragen hem om mee naar South Park te komen.
Intussen verschijnt Cartman weer met "Mitch Connor", een gezicht dat als onderdeel buikspreekact op zijn hand is geschilderd. In het verleden heeft Connor actrice Jennifer Lopez succesvol geïmiteerd, en nu hernemen Cartman en Connor deze imitatie om te kunnen meestrijden met de beroemdheden. 
Kyle en Stan hebben intussen de Super Best Friends overtuigd om Mohammed naar South Park te laten komen, maar enkel als hij in een afgesloten vrachtwagen blijft zitten, zodat niemand hem in het openbaar kan zien. Wanneer blijkt dat de dorpelingen Mohammed naar de limousine van Cruise moeten brengen, stoppen ze hem in een berenkostuum. Ze staan op het punt om Mohammed uit te leveren, wanneer het gebeuren plots verstoord wordt door een bomaanslag van de Ginger Separatist Movement, een groep roodharige kinderen die het beu is om gediscrimineerd te worden omwille van hun uiterlijk. Zij willen Mohammed voor zich hebben, om hem voor hun eigen belangen te gebruiken. Ze dreigen ermee heel het dorp op te blazen als hij niet aan hen wordt overgeleverd.
Uit angst om hun dorp te verliezen, besluiten de inwoners om Mohammed over te leveren aan de Ginger Separatist Movement. De beroemdheden zijn boos, maar willen geen geweld gebruiken, aangezien dit hun carrière zou schaden. Ze besluiten om Mecha-Streisand op te roepen, het mechanische reuzenmonster in de vorm van Barbra Streisand, dat voordien South Park al eens bijna helemaal verwoest heeft. De beroemdheden hopen dat de inwoners van South Park uit vrees voor Mecha-Streisand aan hun eisen zullen voldoen.
Intussen vindt Cartman dat het door de vele gebeurtenissen te ingewikkeld is om door te gaan met Connor, maar Connor overtuigt hem om hem erbij te houden, door te vertellen dat de inwoners van South Park hebben gelogen over wie nu eigenlijk Cartmans vader is. Hoewel ze indertijd vertelden dat zijn hermafrodiete moeder Liane ook zijn vader was, zegt Connor dat dit een grote leugen is. Cartman confronteert zijn leraar Mr. Garrison en diens oude handpop Mr. Hat met de feiten en komt op die manier te weten dat men hem inderdaad iets heeft wijsgemaakt.